# Marion Hartog
Marion Hartog  née Marion Moss (Portsmouth, 22 octobre 1821 – Kilburn (Londres), 29 octobre 1907) est une poète, auteur et éducatrice britannique. Elle est rédactrice en chef du premier journal féministe juif, The Jewish Sabbath Journal.

## Biographie
Marion Moss est née le 22 octobre 1821 à Portsmouth, l'une des douze enfants d'Amelia (née Solomons) et de Joseph Moss. Son arrière-grand-père est l'un des fondateurs de la communauté juive de Portsmouth. Marion et sa sœur Celia sont élevées à domicile et écrivent des poèmes et des histoires. 
En 1838, les deux sœurs publient un recueil de poèmes intitulé Early Efforts influencé en partie par la littérature juive, ainsi que par des poètes post-romantiques comme Felicia Hemans et Letitia Elizabeth Landon. Parmi leurs poèmes, figurent divers Lamento sur Jerusalem et un texte narratif sur le massacre de York de 1190, ainsi que des poèmes sur des thématiques non-juives tels que la « The Battle of Bannockburn » et « Amy Robsart's Complaint to the Earl of Leicester ». Cette œuvre est une réussite au point de commander une nouvelle édition l'année suivante.
En 1840, les deux sœurs publient trois volumes de contes, dont le titre The Romance of Jewish History s'inspire de celui de Leitch Ritchie, Romance of French History. Chaque chapitre consiste en un résumé historique d'une période particulière de l'histoire juive, suivi d'un récit liant les principaux évènements. Parmi les souscripteurs, figurent Edward Bulwer-Lytton (à qui cette œuvre était dédiée), Moses Montefiore et Henry John Temple. Ces volumes sont ensuite suivis par « Tales of Jewish History » (1843).
Marion Moss contribue à The Gift and the Loan, d'autres contes, au Bradford Observer qui sont ensuite reproduits par Isaac Leeser dans le périodique The Occident and American Jewish Advocate. Elle publie également pour The Metropolitan Magazine, The Jewish Chronicle et Jewish World.
Plus tard, Marion Moss se rend à Londres pour gagner sa vie en tant qu'enseignante. En août 1845, elle épouse Alphonse Hartog, avec qui elle suivait des cours de français. Peu après son mariage, elle crée un internat et une école pour de jeunes enfants, qu'elle dirige jusqu'à sa retraite en 1884. 
En début de l'année 1855, Marion Hartog fonde le premier journal féministe juif The Jewish Sabbath Journal, « A Penny and Moral Magazine for the Young », comprenant des histoires, des versets et des discours religieux. La désapprobation d'Abraham Benisch, toutefois, la contraint de ne plus publier des avis dans The Jewish Chronicle, faisant rapidement baisser les abonnements de ce dernier. Le quatorzième et dernier numéro du journal est publié le 8 juin 1855 avec un poème intitulé « On the Death of My Beloved Child ».
Marion Hartog écrit peu ultérieurement. Elle meurt le 29 octobre 1907 à son domicile de Kilburn à Londres à l'âge de 86 ans. 
Elle a plusieurs enfants, notamment le mathématicien Numa Edward Hartog formé à l'université de Cambridge, l'historien et philosophe de la biologie Marcus Hartog et le chimiste Philip Hartog. Sa fille Héléna Arsène Darmesteter est peintre portraitiste et Cécile Hartog est compositrice et pianiste.